# NGC 3535
NGC 3535 é uma galáxia espiral (Sa) localizada na direcção da constelação de Leo. Possui uma declinação de +04° 49' 57" e uma ascensão recta de 11 horas, 08 minutos e 33,9 segundos.
A galáxia NGC 3535 foi descoberta em 18 de Abril de 1784 por William Herschel.